# Syrphus ribesii
Syrphus ribesii je vrsta muh trepetavk, ki je razširjena tudi v Sloveniji.
Ličinke te vrste trepetavk zajedajo različne listne uši, odrasle muhe pa so opraševalke.